# Nirīz
Nirīz fou una antiga població de l'Azerbaidjan entre Maragha i Urmiyya, al sud del llac Urmia. Diversos geògrafs esmenten la població prop de Sulduz i estaria a la plana inferior per la qual el riu Gadir arriba al llac. El nom no existeix actualment però s'ha conservat en una tribu kurda de la regió de Mahabad (els nirizhi).
Al lloc es van establir vers el segle VIII uns àrabs tayyites; van governar la zona de manera semiindependent; el primer cap fou Murr ibn Ali al-Mawsili, fundador de la ciutat. El 827 un fill seu, Ali ibn Murr, es va revoltar i fou derrotat i deportat a Bagdad pel governador de l'Azerbaidjan Muhammad ibn Hamid al-Tusi, però aviat va poder recuperar el seu feu. El 873 Abu Radayni Umar ibn Ali fou nomenat governador de l'Azerbaidjan i va fer la guerra contra el seu predecessor Ali ibn Ahmad al-Azdi al que va matar amb el suport dels kharigites. La dinastia local fou coneguda con el Banu Rudayni; al final del segle X aquesta dinastia és esmentada per Ibn Hàwqal i al-Istakhrí com els antics governants de Djabarwan, Niriz i Ushnu.